# Warren Kidd
Warren Lynn Kidd (ur. 9 września 1970 w Harpersville) – amerykański koszykarz, występujący na pozycji środkowego. 

## Osiągnięcia
Na podstawie, o ile nie zaznaczono inaczej.

### NCAA
- Lider:
  - NCAA w zbiórkach (14,8 – 1993)[5]
  - konferencji Ohio Valley Conference (OVC) w:
    - liczbie (386) i średniej zbiórek (1993)
    - skuteczności rzutów z gry (63% – 1993)
    - liczbie (62) i średniej bloków (2,3 – 1992)

  - wszech czasów OVC w skuteczności rzutów z gry (66,4% – 1990–1993)[6]
- Rekordzista OVC w skuteczności rzutów z gry, uzyskanej w trakcie jednego sezonu (70% – 1991)[6]

Drużynowe
- Wicemistrz:
  - Eurocup (1998)
  - Hiszpanii (1996)
- 3. miejsce w pucharze Włoch (1997)
- Mistrz IV ligi hiszpańskiej EBA (2002)

Indywidualne
- MVP kolejki ACB (4 – 1994/1995, 19, 24 – 1995/1996)
- Uczestnik meczu gwiazd ligi:
  - ULEB (1994)
  - włoskiej (1997–1999)
- Lider w zbiórkach:
  - Euroligi (1997)
  - hiszpańskiej (13,3 – 1996)[7]
  - ligi włoskiej (1999)